# Свира
Свира — река в России, протекает по Невельскому и Великолукскому районам Псковской области. Река вытекает из озера Большое Свиро в Невельском районе и течёт на юг. У деревни Волчьи Горы поворачивает на восток. Устье реки находится в 7 км от устья Рытовицы по левому берегу. Длина реки составляет 11 км.
В Невельском районе на реке стоит деревня Волчьи Горы Лёховской волости, была деревня Грибово, ныне запустевшая. Ниже, в Великолукском районе на реке стоят деревни Дмитрошино и Никулино Пореченской волости.

## Данные водного реестра
По данным государственного водного реестра России относится к Балтийскому бассейновому округу, водохозяйственный участок реки — Ловать и Пола, речной подбассейн реки — Волхов. Относится к речному бассейну реки Нева (включая бассейны рек Онежского и Ладожского озера).
Код объекта в государственном водном реестре — 01040200312102000022684.